# Eupanacra automedon
Eupanacra automedon is een vlinder uit de familie van de pijlstaarten (Sphingidae). De wetenschappelijke naam van de soort werd in 1856 gepubliceerd door Francis Walker.

## Beschrijving

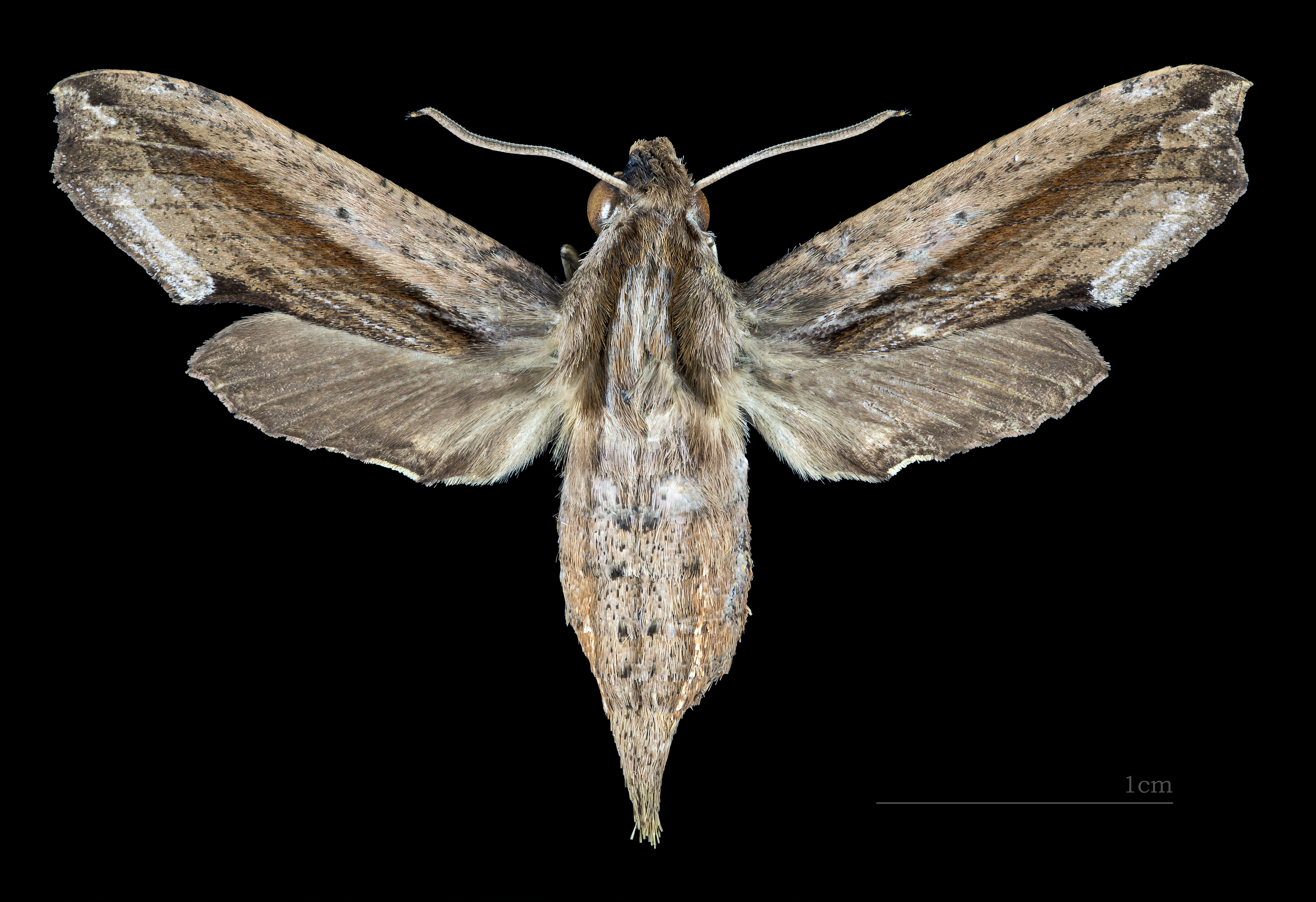
Eupanacra automedon  ♀
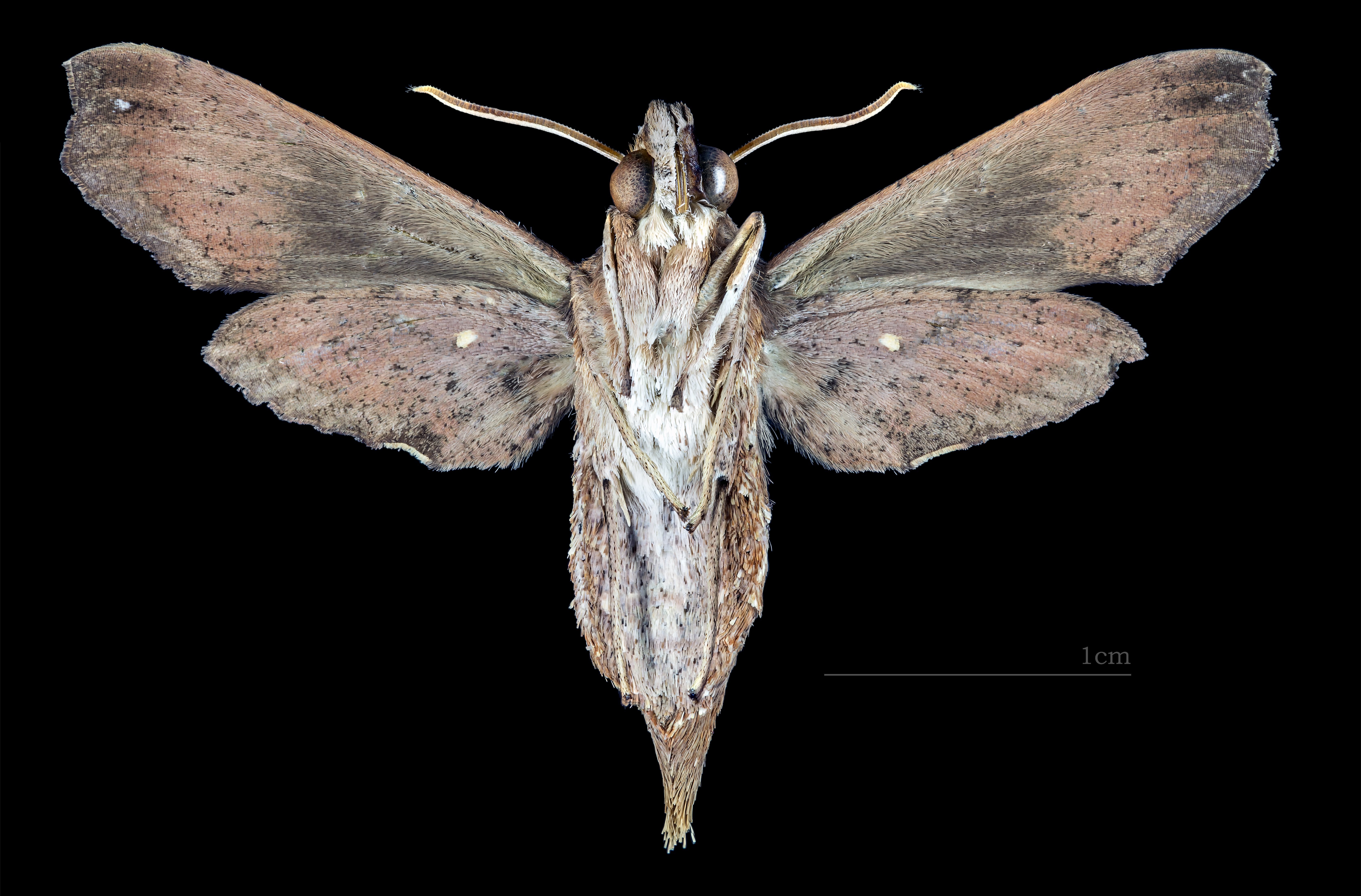
Eupanacra automedon  ♀ △